# Stéphanie Kershaw
Pour les articles homonymes, voir Kershaw.
Stéphanie Kershaw née le 19 avril 1995 à Townsville, est une joueuse de hockey sur gazon australienne. Elle évolue au poste d'attaquante au Brisbane Blaze et avec l'équipe nationale australienne.
Elle a participé aux Jeux olympiques d'été de 2020.

## Carrière

### Coupe du monde
- Top 8 : 2018

### Coupe d'Océanie
- : 2015, 2017

### Jeux olympiques
- Top 8 : 2020